# Шкарапа, Лидия Андреевна
Лидия Андреевна Шкарапа — советский хозяйственный и политический деятель.

## Биография
Родилась в 1940 году в селе Радуховка. Член КПСС с 1968 года.
Окончила среднюю школу.
В 1959—1995 гг. — доярка Олыкского племзавода Киверцовского района Волынской области Украинской ССР.
Указом Президиума Верховного Совета СССР от 8 апреля 1971 года Шкарапе Лидии Андреевне присвоено звание Героя Социалистического Труда с вручением ордена Ленина и золотой медали «Серп и Молот».
Делегат XXV съезда КПСС.
Лауреат Государственной премии Украинской ССР 1978 года.
Жила на Украине.